# Ōhau River (Canterbury)
Der Ōhau River ist ein für die Stromerzeugung veränderter und beeinträchtigter Fluss im Waitaki District in der Region Canterbury auf der Südinsel von Neuseeland.

## Geographie
Der Ōhau River entsteht im Mackenzie Basin durch den Abfluss des Lake Ōhau und geht nach rund 12 km in den für die Stromerzeugung aufgestauten Lake Ruataniwha über. Das Wasser des Stausees wird nach der Nutzung zur Stromerzeugung durch das Wasserkraftwerk, Ohau B über einen Kanal zu einem zweiten Wasserkraftwerk, Ohau C geleitet und danach in den Lake Benmore abgeleitet. Ein geringer Teil des Wassers des Lake Ruataniwha wird dem natürlichen Flussbett des Ōhau Rivers zugeleitet. Der Fluss mündet nach weiteren 13 km in den Lake Benmore.
Vor dem Bau der Wasserkraftanlagen im Flusssystem des Waitaki River war der Ōhau River ein Zufluss des Waitaki River. Der Fluss ist ein Teil der traditionellen Grenze zwischen den Regionen Otago und Canterbury.
Die nächstgelegene Ortschaft ist Twizel am Lake Ruataniwha gelegen.